# Mian Mian
Mian Mian, pseudoniem van Wang Shen (Shanghai, 28 augustus 1970), is een Chinees schrijfster, vooral bekend vanwege haar roman Candy, die in China als schokkend werd ervaren vanwege de vele seks, drank en drugs die erin voorkwamen.
Mian Mian begon op haar zestiende met schrijven en ging kort daarna van school. Tussen haar zeventiende en haar vijfentwintigste woonde ze in Guangzhou, Shenzhen en Hongkong. Ze was enige tijd drugsverslaafd en werkte onder andere als madam van een bordeel. Haar eerste roman Candy (糖 Táng, 2000) speelt zich af in het milieu van kunstenaars, prostituees, drugsgebruikers en andere misfits in de Chinese maatschappij. Het werd kort na verschijnen verboden in China. Candy werd in vele talen vertaald.
In 1997 publiceerde Mian Mian haar eerste boek, de verhalenbundel La la la (啦啦啦 Lā lā lā).
Haar latere roman Panda Sex (熊猫 Xióngmāo, 2004) is wat rustiger van inhoud. Dit is een raamvertelling, waarin twee zussen in het hippe nachtleven van Shanghai zoeken naar liefde en seks, maar zonder veel succes. Opvallend aan het boek zijn de vele voetnoten, die bijna een roman op zichzelf vormen, en waarin allerlei mijmeringen, wetenswaardigheden en informatie over Shanghai te vinden is.